# 渣釀白蘭地

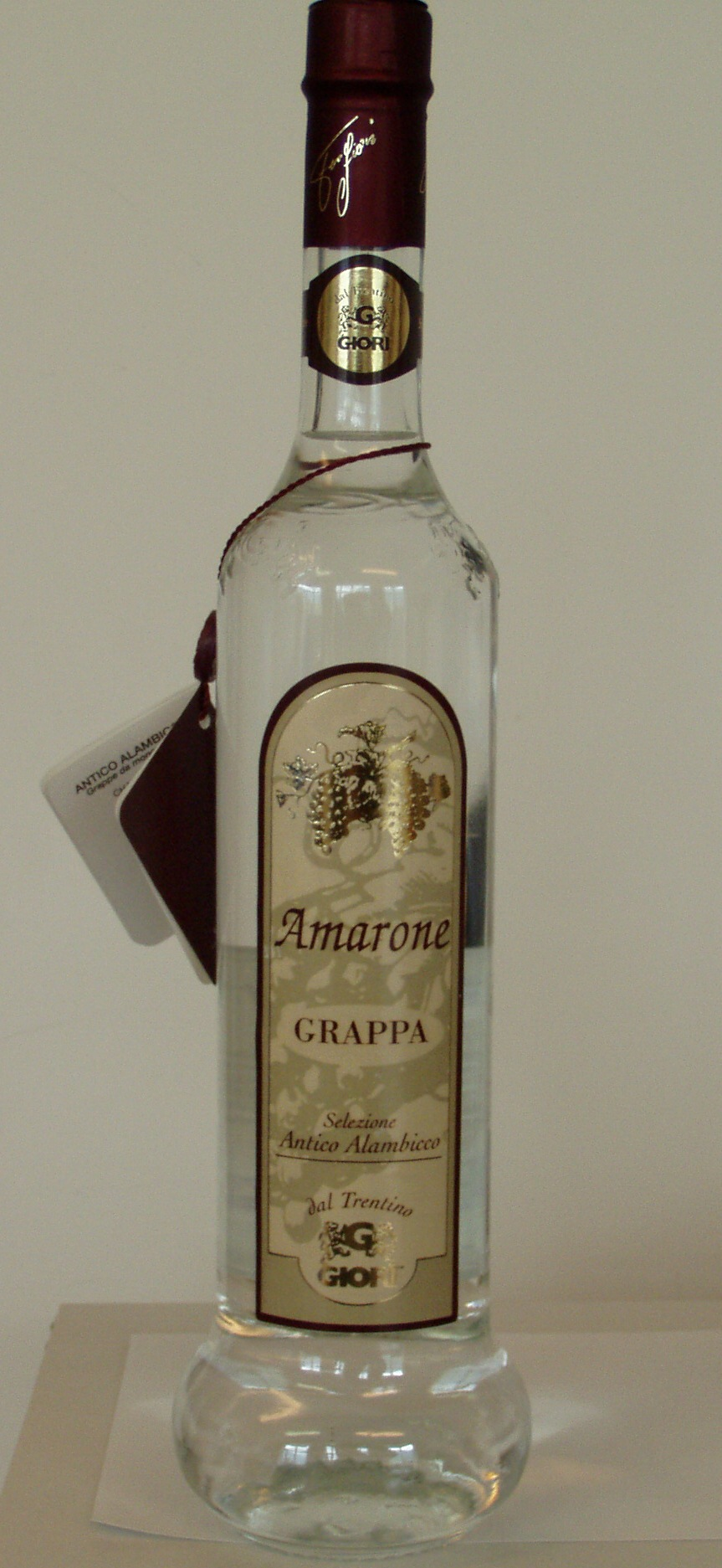

渣釀白蘭地（義大利語：Grappa），是一種以葡萄為原料的蒸餾酒，源自於義大利北部，酒精含量介乎35%-60%。

## 歷史
此種酒源自於公元八世紀，當時參與十字軍東征之士兵，從波斯和地中海東部帶來了蒸餾酒類技術，然後在意大利北部經歷了兩個世紀之改良而來。至十四世紀，開始引進以水冷卻蒸餾器具之技術，自此使意大利人能大量地釀製出蒸餾酒。

## 特點
其製造是採用果渣蒸餾，即是製酒過程中壓出的葡萄渣（包括葡萄皮、果梗與種籽）。原先這麼作，是要避免材料浪費，在酒季即將結束前，將殘餘物充分利用。然而這樣的酒類卻成就了一項特色酒品，大量製造並銷向全球。
渣釀白蘭地的風味類似葡萄酒，皆與所用的葡萄品種及品質有關。不過，許多釀酒廠會將水果糖漿加入其中，使混合後的味道變甜、變柔軟，如此更容易銷售到美國市場。 
有時候（以義大利為多）會將渣釀白蘭地加入濃縮咖啡（espresso）中，稱作卡瑞托咖啡；也可加入其他酒類，例如珊布卡（sambuca）而稱為Caffè sambuca。另外的變種是Amazza Caffè；字面上的意思是coffee killer。濃縮咖啡先飲，然後接著喝下一些幾盎司用適當玻璃杯盛的渣釀白蘭地。

## 知名廠商
渣釀白蘭地幾家知名的酒商為：
- Nonino
- Bocchino
- Sibona
- Nardini
- Jacopo Poli

另有數以千計的區域性品牌的渣釀白蘭地。